# Maison Aćimović à Čačak
La maison Aćimović à Čačak (en serbe cyrillique : Аћимовића кућа у Чачку ; en serbe latin : Aćimovića kuća u Čačku) se trouve à Čačak et dans le district de Moravica, en Serbie. Elle est inscrite sur la liste des monuments culturels protégés de la République de Serbie (identifiant no SK 399),,.

## Présentation
La maison a été construite en 1903.

Vues de la maison.
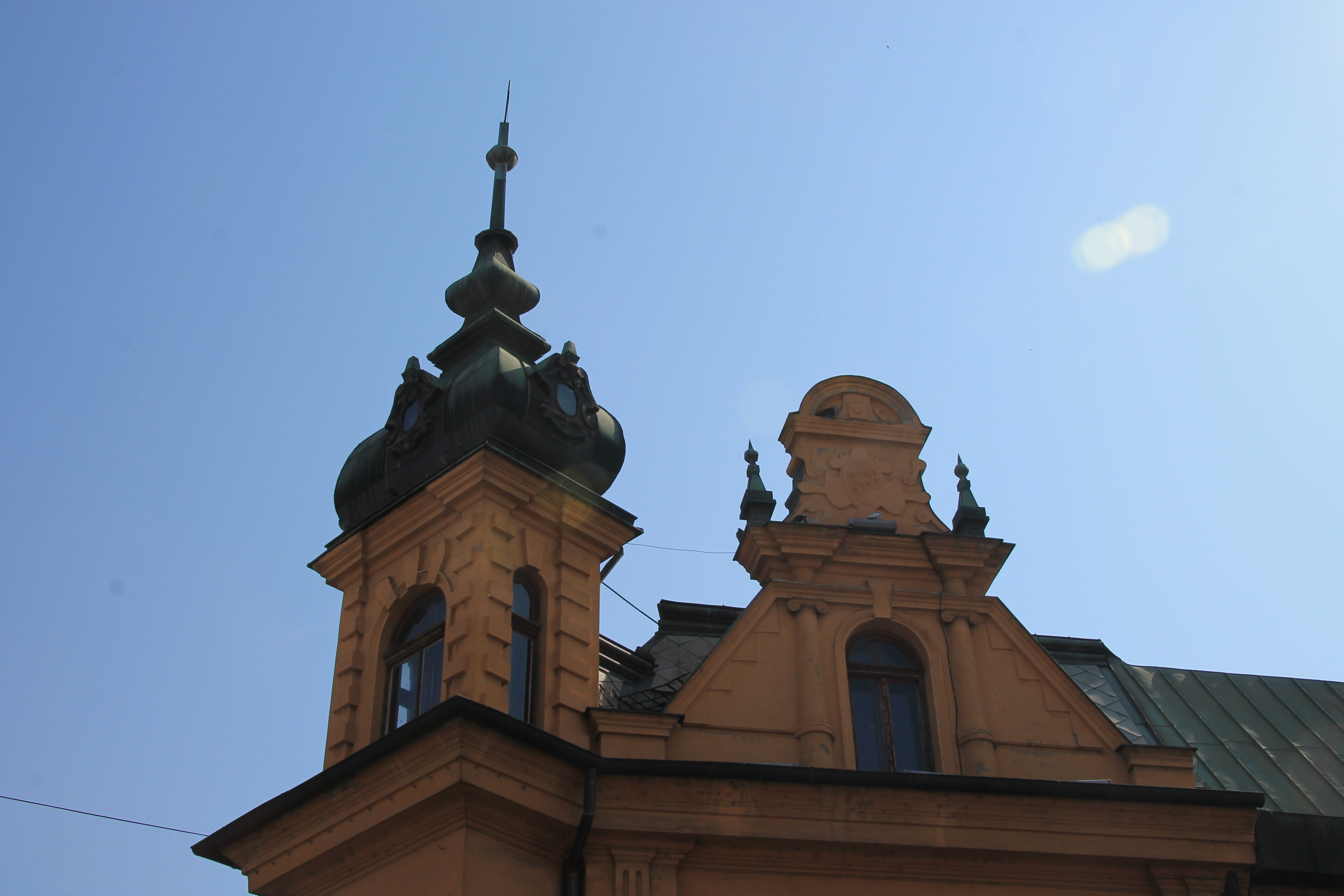
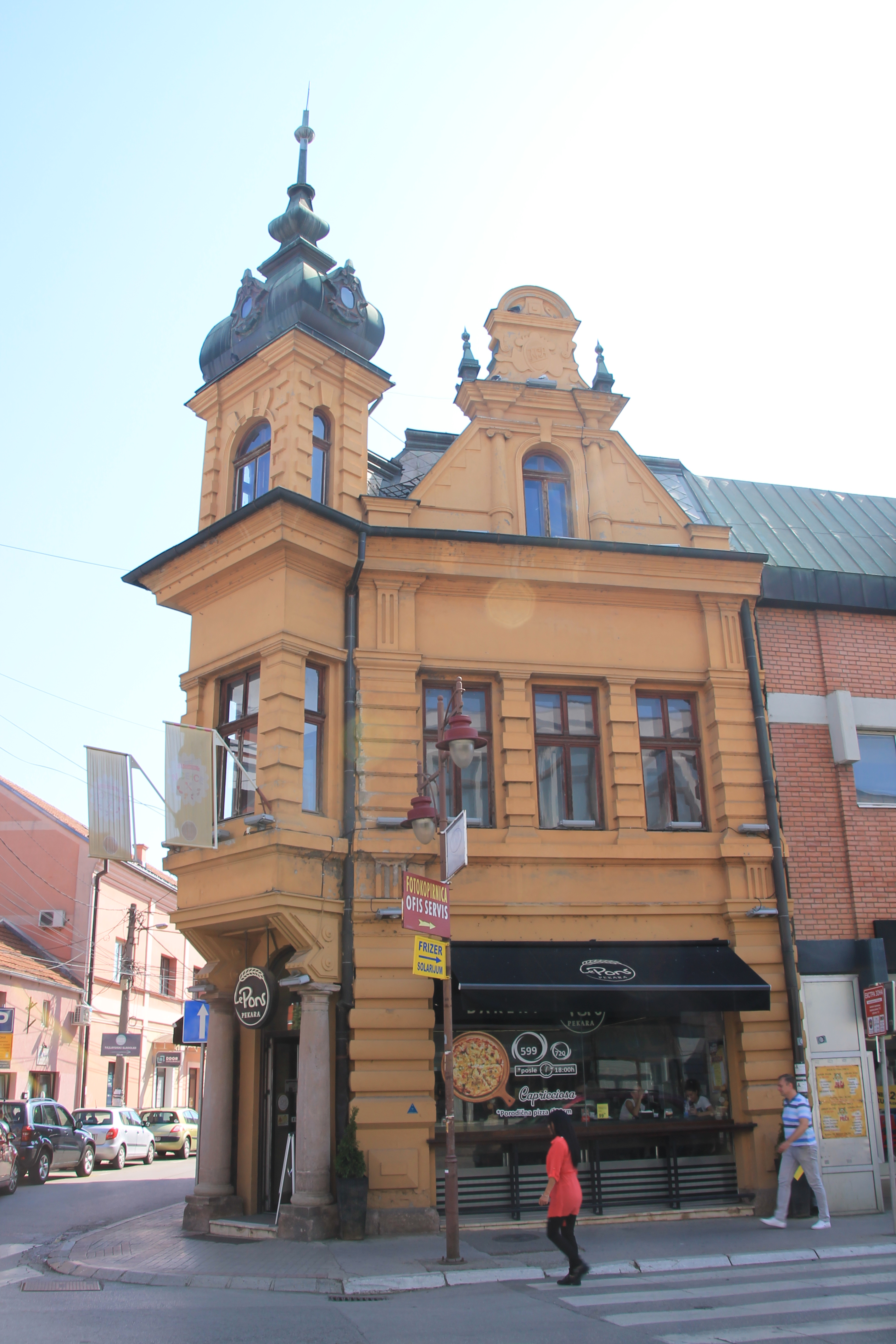
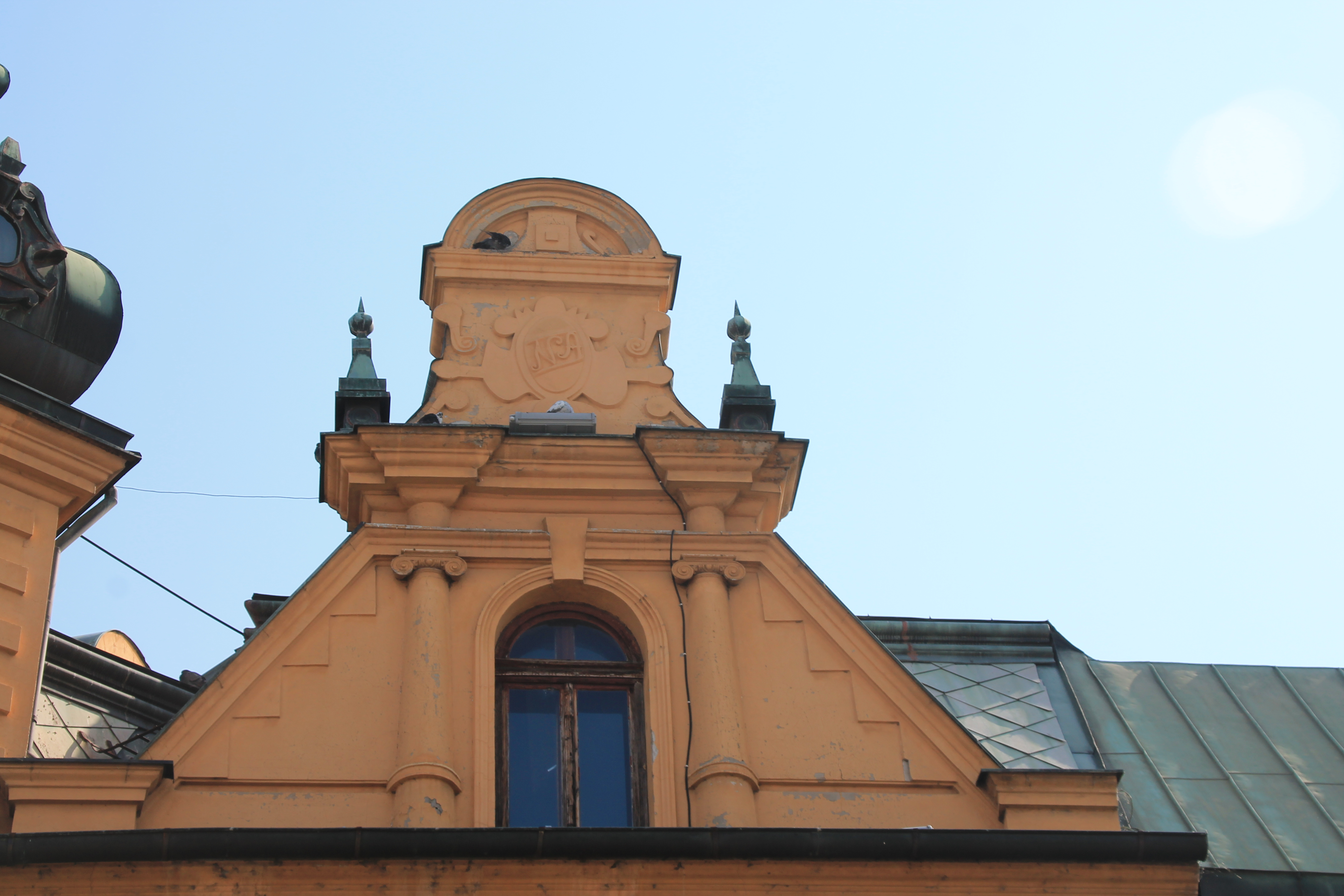